# Лазар Евхаитски
Лазар Евхаитски е предполагаем местен феодален владетел на територията на Добруджанското княжество от края на XIV и началото на ХV в. След османските нападения, сложили край на управлението на Иванко в княжеството, той е споменат единствено от Спиридон Габровски в края на ХVІІІ в. като княз на Дръстър (Силистра, гр. Δουρόστολον). Заедно с Вълко Добруджански, предполагаем владетел на останалата част от Добруджанското княжество, той е васал на султана и се включва в походите на Баязид І и неговия син Муса с войска, предвождана лично от него. Бива убит от Муса през 1413 г., като след това владенията му окончателно преминават в ръцете на Османската империя.
Единствен източник за Лазар Евхаитски е „История во кратце о болгарском народе словенском“ на Спиридон Габровски, завършена през 1792 година, основана на по-ранни исторически извори, интерпретирани свободно. Там Лазар е описан като „княз евхаитски“ – полунезависим владетел, участващ в походите на султана като негов васал.

## Начало на управлението
През 1388 г. турският пълководец Али паша повежда поход срещу Търновското царство и Добруджанското княжество, като след него на Османската империя е отстъпена крепостта Дръстър (Силистра, гр. Δουρόστολον). През 1390 г. влашкият войвода Мирчо Стари предприема нападение срещу османските земи в Добруджа, като през 1391 г. се титулова „господар на Дръстър и на земята на деспот Добротица“. Не е ясна точната дата, на която Лазар поема управлението, но това става не по-късно от 1392 г., когато той участва в поход на Баязид І срещу Константинопол, предвождащ войските на своето автономно владение.

## Военни походи

### Обсадата на Константинопол
През 1391 г. Баязид І обсажда Константинопол, като в похода му се включват и васалите му, в това число и Лазар Евхаитски. Заедно с Вълко Добруджански, владетел на Добруджанското княжество, те предвождат българските войски към султановата армия, като обсадата продължава 10 години, а докато трае, околностите на града са разграбени и опустошени. През 1402 г. Баязид претърпява поръжение от монголите, начело с Тимур, в битката при Ангора, което води и до свалянето на обсадата от византийската столица.

### Поход срещу Сърбия
Смъртта на Баязид оставя Османската империя в хаос и разделена във вътрешни борби. Лазар и Вълко Добруджански продължават да изпълняват васалните си задължения към един от неговите синове – Муса. През 1411 г. той предпрема поход срещу сърбите в района на Сяр (гр. Σέρρες), но през 1413 г. отношенията с българските му васали се влошават и те биват убити по подозрения в предателство, като след това земите на Добруджанското княжество и Дръстър са завладени от турците.